# Дубовый рынок
Дубо́вый Ры́нок — ландшафтный памятник природы Темрюкского района. Расположен на Таманском полуострове, между Ахтанизовским и Старотитаровским лиманами, с востока омывается одним из рукавов дельты реки Кубань — Казачьим Ериком. Представляет собой спящий грязевой вулкан. В 1912 году на его склонах академик И. М. Губкин обнаружил просачивание нефти прямо из глины..

## Описание
Статус памятника природы Дубовый Рынок получил в 1978 году решением Темрюкского исполкома. Отличительной чертой урочища является нестандартная для засушливых степей Таманского полуострова растительность. На возвышенности произрастает низкорослый, очень густой лес. Он состоит в основном из дуба курчавого с незначительной примесью клёна татарского. Из кустарников здесь распространены боярышник и шиповник. Нет точного объяснения возникновения дубового леса посреди степной зоны. Учёные предполагают, что Дубовый Рынок — это северо-западный форпост кавказских лесов или осколок лесных формаций, существовавших на Тамани в доагрикультурный период, которые позднее были вырублены человеком.

## Работорговля
В XV—XVIII века, когда Северное Причерноморье входило в состав Крымского ханства, на бывшем вулкане находился рынок работорговли. В определённые дни мусульманского календаря местные жители продавали здесь русских пленников, захваченных при набегах. Именно из-за этой торговой специализации возвышенность с дубовым лесом получила название Дубовый Рынок.

## Геральдика
Холм Дубовый Рынок изображён на флаге Краснострельского сельского поселения.